# Cardiocondyla weserka
Cardiocondyla weserka är en myrart som beskrevs av Bolton 1982. Cardiocondyla weserka ingår i släktet Cardiocondyla och familjen myror. Inga underarter finns listade.